# Butheoloides charlotteae
Espèce
Butheoloides charlotteae est une espèce de scorpions de la famille des Buthidae.

## Distribution
Cette espèce est endémique de l'État de Plateau au Nigeria. Elle se rencontre vers Pandam et Kabwir.

## Étymologie
Cette espèce est nommée en l'honneur de Charlotte Rouaud.

## Publication originale
- Lourenço, 2000 : « Confirmation d’une espèce nouvelle appartenant au genre Butheoloides Hirst, du Nigeria (Scorpiones, Buthidae). » Revue arachnologique, vol. 13, no 9, p. 129-133.